# Suka Maju (Mestong)
Suka Maju is een bestuurslaag in het regentschap Muaro Jambi van de provincie Jambi, Indonesië. Suka Maju telt 2874 inwoners (volkstelling 2010).